# Megaselia undulans
Megaselia undulans är en tvåvingeart som beskrevs av Schmitz 1940. Megaselia undulans ingår i släktet Megaselia och familjen puckelflugor. Inga underarter finns listade i Catalogue of Life.